# Paulino Bernabe (Gitarrenbauer, 1932)

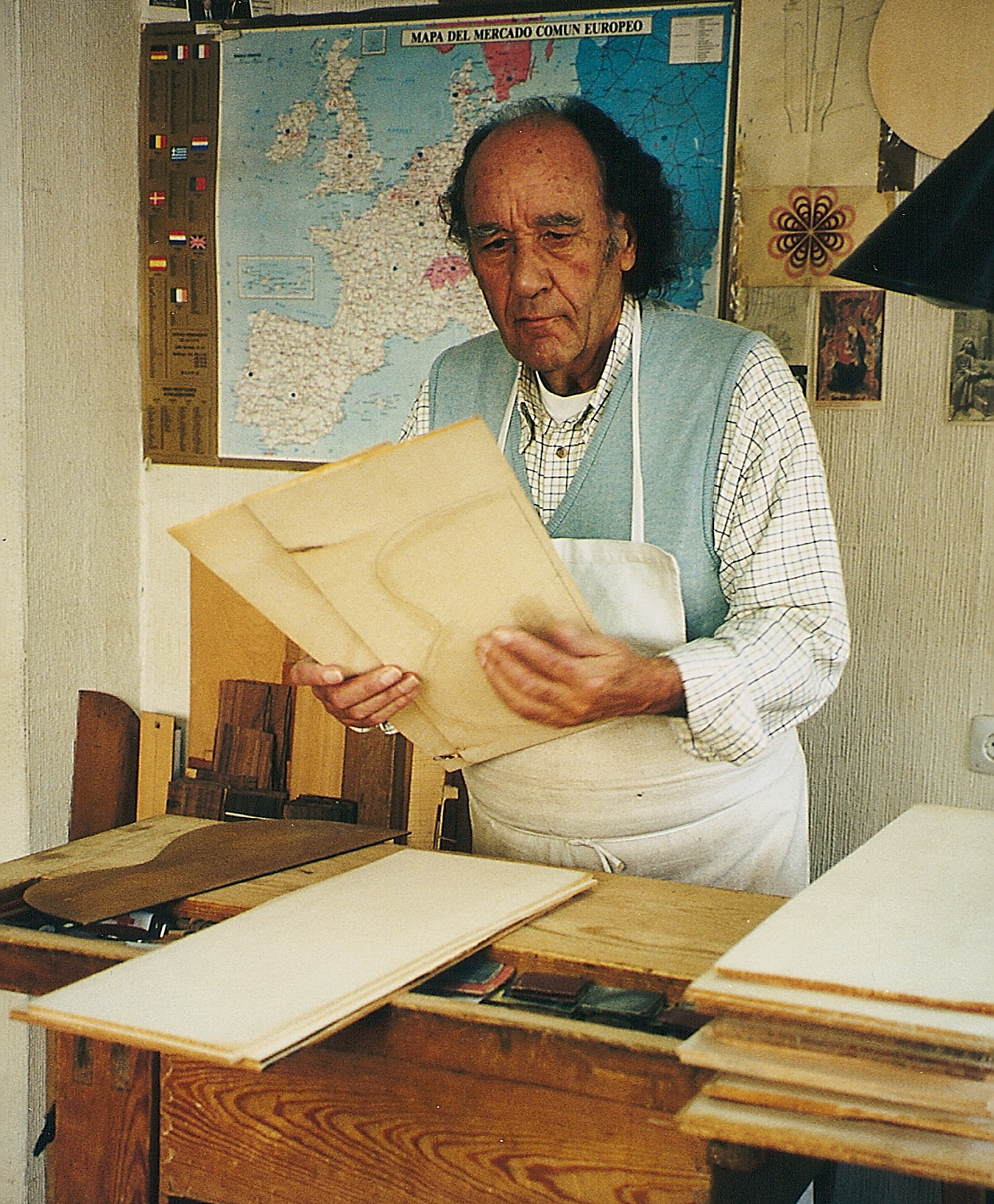
Der spanische Gitarrenbauer Paulino Bernabe (Vater) in seiner Werkstatt in Madrid (Spanien). Oktober 2000.

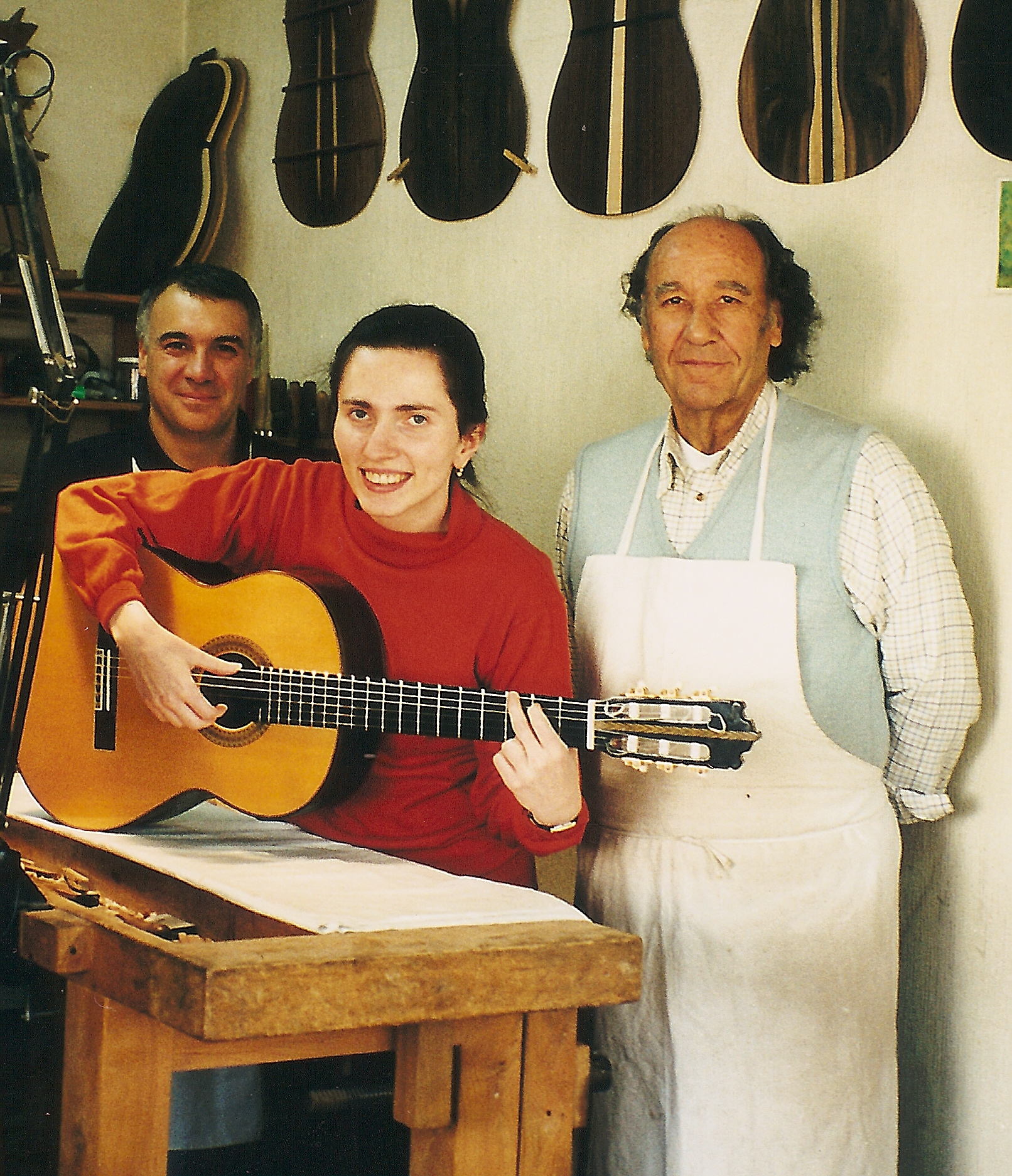
Die österreichische klassische Gitarristin Johanna Beisteiner (Mitte) in der Werkstatt der spanischen Gitarrenbauer Paulino Bernabe Vater (rechts) und Sohn (links). Madrid (Spanien), Oktober 2000.

Paulino Bernabé Almendáriz (* 2. Juli 1932 in Madrid; † 10. Mai 2007 ebenda) war ein spanischer Gitarrenbauer.

## Leben
Paulino Bernabé erhielt zunächst eine musikalische Ausbildung bei Daniel Fortea und erlernte anschließend bei José Ramírez III die Kunst des Gitarrenbaus. Nach Gründung seiner ersten eigenen Werkstatt im Jahr 1969 entwickelte er eine individuelle Bauweise und neuartiges Leistensystem im Innern seiner Instrumente. Seit Beginn der 80er Jahre bis kurz vor seinem Tod 2007 arbeitete Bernabe mit seinem 1960 geborenen Sohn Paulino zusammen, der die Werkstatt in Madrid (Cuchilleros 8) von seinem Vater übernahm.
Von Paulino Bernabe gebaute Instrumente wurden und werden von international bekannten Gitarristen gespielt, u. a. von Narciso Yepes, Johanna Beisteiner und Alexandre Lagoya.

## Auszeichnungen
1974 wurde Paulino Bernabe (Vater) die Goldmedaille der Internationalen Handwerksmesse in München (Deutschland) verliehen.

## Hörbeispiele
- Videos der klassischen Gitarristin Johanna Beisteiner gespielt auf einer von Paulino Bernabe gebauten Gitarre